# Vuelta al Táchira 1968
La 3ª edición de la Vuelta al Táchira se disputó desde el 13 hasta el 20 de enero de 1968.
Perteneció al calendario de la Federación Venezolana de Ciclismo. El recorrido contó con ocho etapas y 1086 km, transitando por los estados Barinas, Mérida y Táchira. A diferencia de años anteriores la participación de los atletas fue superior llegando a 55 participantes en la caravana multicolor.  
El ganador fue el colombiano Martín Rodríguez del equipo Selección de Antioquia, quien fue escoltado en el podio por Severo Hernández y Javier Suárez.
Las clasificaciones secundarias fueron; Fernando Fontes la montaña, el sprints para Gabriel Halaixt, y la clasificación por equipos la ganó Selección de Antioquia.

## Equipos participantes
Participaron varios equipos conformados por entre 6 y 8 corredores, con equipos de Venezuela y Colombia.
| - Lotería del Táchira - Selección de Táchira - Selección de Táchira B - Selección de Trujillo - Selección de Mérida - Selección de Barinas - Selección de Distrito Federal - Selección de Aragua - Selección de Lara - Selección de Carabobo - Selección de Anzótegui | - Selección de Antioquia - Selección de Cundinamarca - Selección de Santander - Selección de Norte de Santander |

## Etapas
| Etapa | Fecha       | Recorrido                     | Km  | Ganador           | Lider             |
| 1ª    | 13 de enero | Circuito en San Cristóbal     | 109 | Martín Rodríguez  | Martín Rodríguez  |
| 2ª    | 14 de enero | San Cristóbal - Santa Bárbara | 150 | Santos Bermúdez   | Martín Rodríguez  |
| 3ª    | 15 de enero | Santa Bárbara - Barinas       | 150 | Francisco Salazar | Francisco Salazar |
| 4ª    | 16 de enero | Barinas - Mérida              | 174 | Martín Rodríguez  | Martín Rodríguez  |
| 5ª    | 17 de enero | Mérida - Coloncito            | 170 | Gabriel Halaixt   | Martín Rodríguez  |
| 6ª    | 18 de enero | Coloncito - La Grita          | 62  | Fernando Fontes   | Martín Rodríguez  |
| 7ª    | 19 de enero | La Grita - Rubio              | 139 | Martín Rodríguez  | Martín Rodríguez  |
| 8ª    | 20 de enero | San Cristóbal - Capacho Viejo | 132 | Severo Hernández  | Martín Rodríguez  |

## Clasificaciones

### Clasificación general
| Posición | Ciclista          | Equipo                    | Tiempo     |
|          | Martín Rodríguez  | Selección de Antioquia    | 33:06:16   |
| 2º       | Severo Hernández  | Selección de Santander    | + 00:31:43 |
| 3º       | Javier Suárez     | Selección de Antioquia    | + 00:35:05 |
| 4º       | Evaristo Fino     | Selección de Cundinamarca | + 00:36:05 |
| 5º       | Florentino Pachón | Selección de Cundinamarca | + 00:37:07 |
| 6º       | Álvaro Palomino   | Selección de Santander    | + 00:37:35 |
| 7º       | Anatolio Caro     | Selección de Cundinamarca | + 00:43:31 |
| 8º       | Gabriel Halaixt   | Selección de Antioquia    | + 00:45:38 |
| 9º       | Francisco Salazar | Selección de Antioquia    | + 00:47:06 |
| 10º      | Jairo García      | Selección de Cundinamarca | + 00:47:54 |

### Clasificación por puntos
| Posición | Ciclista     | Equipo       | Puntos |
|          | Bandera de ? | Bandera de ? |        |
| 2°       | Bandera de ? | Bandera de ? |        |
| 3°       | Bandera de ? | Bandera de ? |        |

### Clasificación de la montaña
| Posición | Ciclista        | Equipo                        | Puntos |
|          | Fernando Fontes | Selección de Distrito Federal | 22     |
| 2°       | Gabriel Halaixt | Selección de Antioquia        | 20     |
| 3°       | Tomás Alvarado  | Selección de Aragua           | 10     |

### Clasificación de los sprints
| Posición | Ciclista        | Equipo                        | Puntos |
|          | Gabriel Halaixt | Selección de Antioquia        | 40     |
| 2°       | Fernando Fontes | Selección de Distrito Federal | 30     |
| 3°       | Vicente Laguna  | Selección de Trujillo         | 20     |

### Clasificación sub-23
| Posición | Ciclista     | Equipo       | Tiempo |
|          | Bandera de ? | Bandera de ? |        |
| 2°       | Bandera de ? | Bandera de ? |        |
| 3°       | Bandera de ? | Bandera de ? |        |

### Clasificación por equipos
| Posición | Equipo                    | Tiempo       |
|          | Selección de Antioquia    | Bandera de ? |
| 2°       | Selección de Cundinamarca | Bandera de ? |
| 3°       | Selección de Santander    | Bandera de ? |